# 1607 w literaturze
Wydarzenia literackie w 1607 roku.

## Nowe poezje
- polskie
  - Stanisław Grochowski – Wirydarz abo Kwiatki rymów duchownych o dziecięciu P. Jezusie
  - Jan Jurkowski – Chorągiew Wandalinowa

## Nowe dramaty
- zagraniczne
  - Ben Jonson – Volpone albo lis

## Urodzili się
- 15 sierpnia – Manuel Mendes de Barbuda e Vasconcelos, portugalski poeta (zm. 1670)
- 15 listopada – Madeleine de Scudéry, francuska pisarka nurtu préciosité (zm. 1701)

## Zmarli
- Wawrzyniec Goślicki, pisarz polsko-łaciński[1].